# Mindroling
Le monastère de Mindroling, (tibétain : སྨིན་གྲོལ་གླིང་དགོན་པ་, Wylie : smin grol gling « Endroit de la Parfaite Émancipation », translittération en chinois : 敏珠林寺 ; pinyin : mǐnzhūlín sì ou 敏竹林寺, mǐnzhúlín sì), est l'un des six grands monastères de l'école Nyingmapa du bouddhisme tibétain. Il fut établi en 1676 par Rigzin Terdak Lingpa (lignée Nyo) dans le xian de Zhanang, préfecture de Shannan, à 43 kilomètres de l'Aéroport de Lhassa-Gonggar, sur la rive sud du fleuve Yarlung Tsangpo.
En 1965, des moines ayant fui le Tibet envahi par l'armée chinoise en ont construit un autre près de la ville de Dehradun en Inde.
Il est classé depuis 2006, sur la liste des sites historiques et culturels majeurs protégés au niveau national, sous le numéro de catalogue, 6-765.

## Histoire du monastère de Mindroling au Tibet

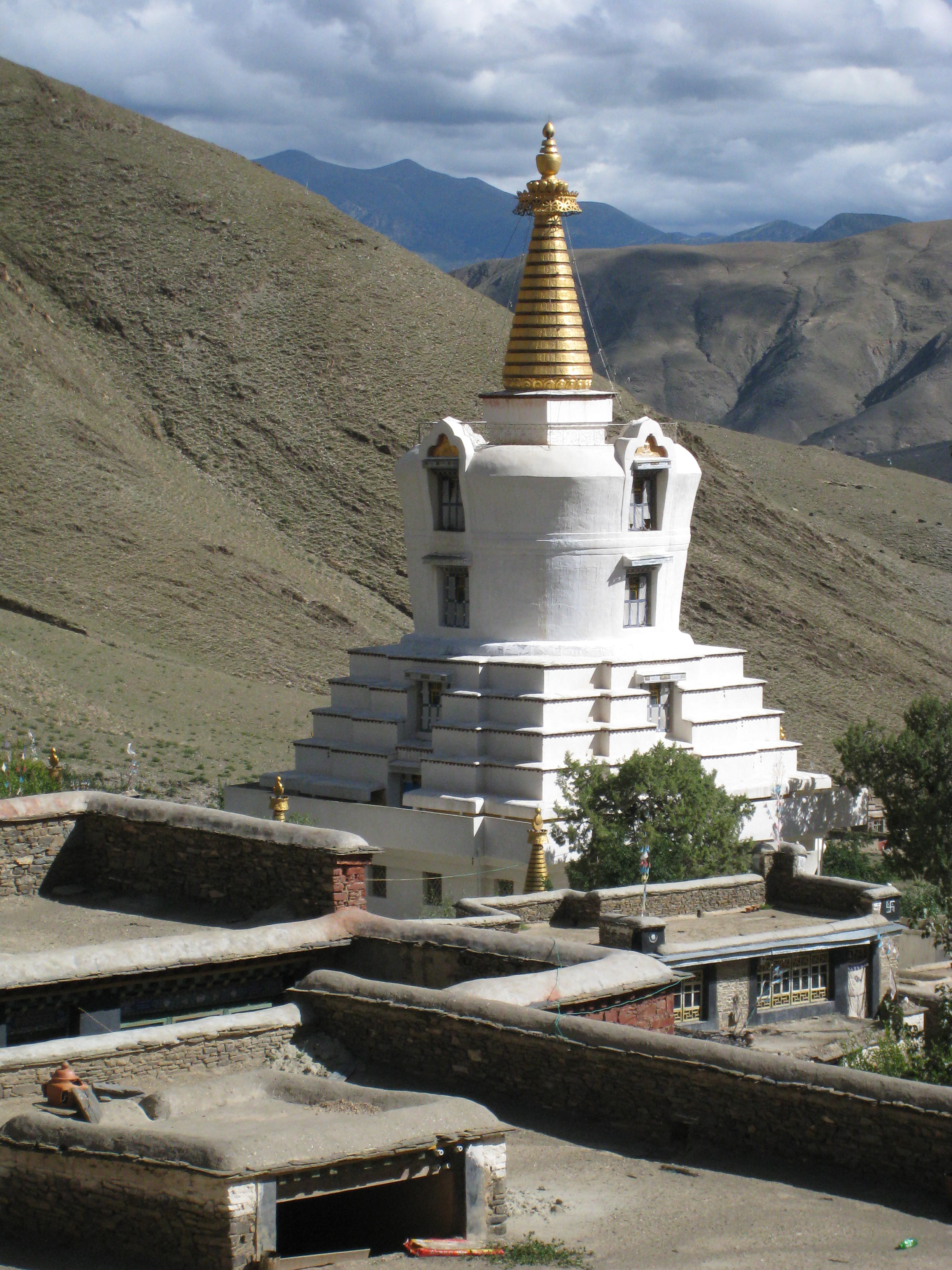
Le stupa au monastère de Mindroling dans le xian de Zhanang.

Le monastère est fondé à l'origine par Lume Tsultrim Shenrab, Lumei Chichensirao (卢梅·楚臣西绕) au Xe siècle.
Le monastère a été refondé avec l'aide du 5e dalaï-lama, Lobsang Gyatso, en 1676 par Terdak Lingpa le premier détenteur de la lignée Minling Trichen,.
Brûlé en 1717, 11e année rabqung (zh) du calendrier tibétain par les Dzoungars (tribus mongols de Dzoungarie), il est reconstruit peu après, sous la supervision de Dungsay Rinchen-namgyel et Jetsunma Mingyur Paldron, fils et fille de Terdak Lingpa.
Pendant près de trois cents ans cette université monastique forma des lettrés Nyingma et des yogis venant de l'ensemble du Tibet. À Mindroling, l'accent était placé sur l'étude des écritures bouddhistes, de l'astronomie et du calendrier lunaire tibétains, de la calligraphie, de la rhétorique et de la médecine tibétaine traditionnelle. Les treize grands sutras et tantras Nyingma et les pratiques dérivant de divers terma, en premier lieu ceux de la lignée de Terdak Lingpa, constituaient le cœur de l'enseignement. Le monastère eut pendant un temps plus de cent annexes, et le détenteur du trône de Mindroling était l'un des tulkous les plus vénérés du Tibet.
À l'époque de l'invasion militaire chinoise de 1959, il y avait approximativement trois cents moines à Mindroling. Dans les années 1960, le monastère a été démoli et une partie d'une aile de la chapelle principale dynamitée. Au début du XXIe siècle, le monastère était en cours de reconstruction.

## Second établissement de Mindroling en Inde

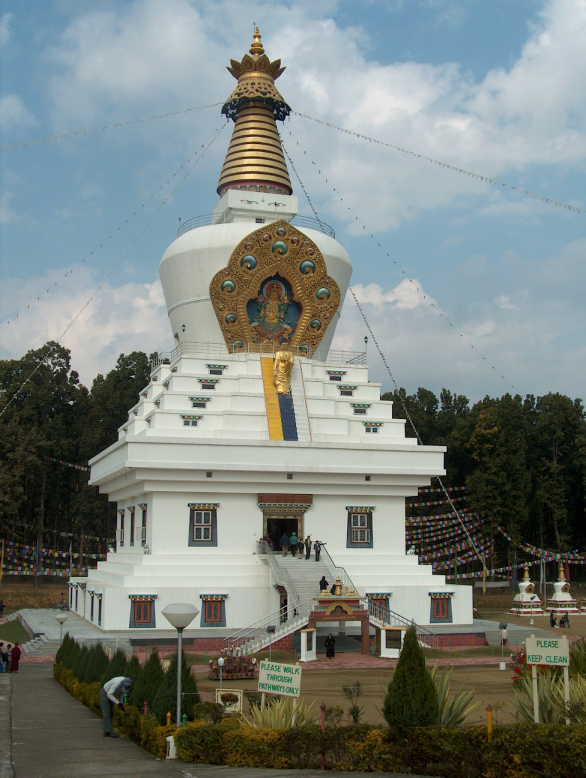
Le grand chörten du monastère tibétain de Mindroling à Dehradun

En 1965, Khochhen Rinpoché et un petit groupe de moines entreprirent de rétablir le monastère de Mindroling près de la ville montagneuse de Dehradun dans l'Uttarakhand en Inde. Gêné par l'étendue sauvage et les conditions difficiles du domaine qu'ils avaient choisi, ils commencèrent à construire le quartier des moines et le sanctuaire principal avant d'inviter le 11e Mindroling Trichen à en assurer la direction. Mindroling Trichen Rinpoché vint de Kalimpong à Dehradun en 1976. Le monastère abrite maintenant l'université Nyingma de Ngagyur, l'un des plus grands instituts bouddhistes en Inde. Khandro Rinpoché, une des rares femmes reconnues comme réincarnation, est activement impliquée dans ce monastère.